# Uprząż chomątowa

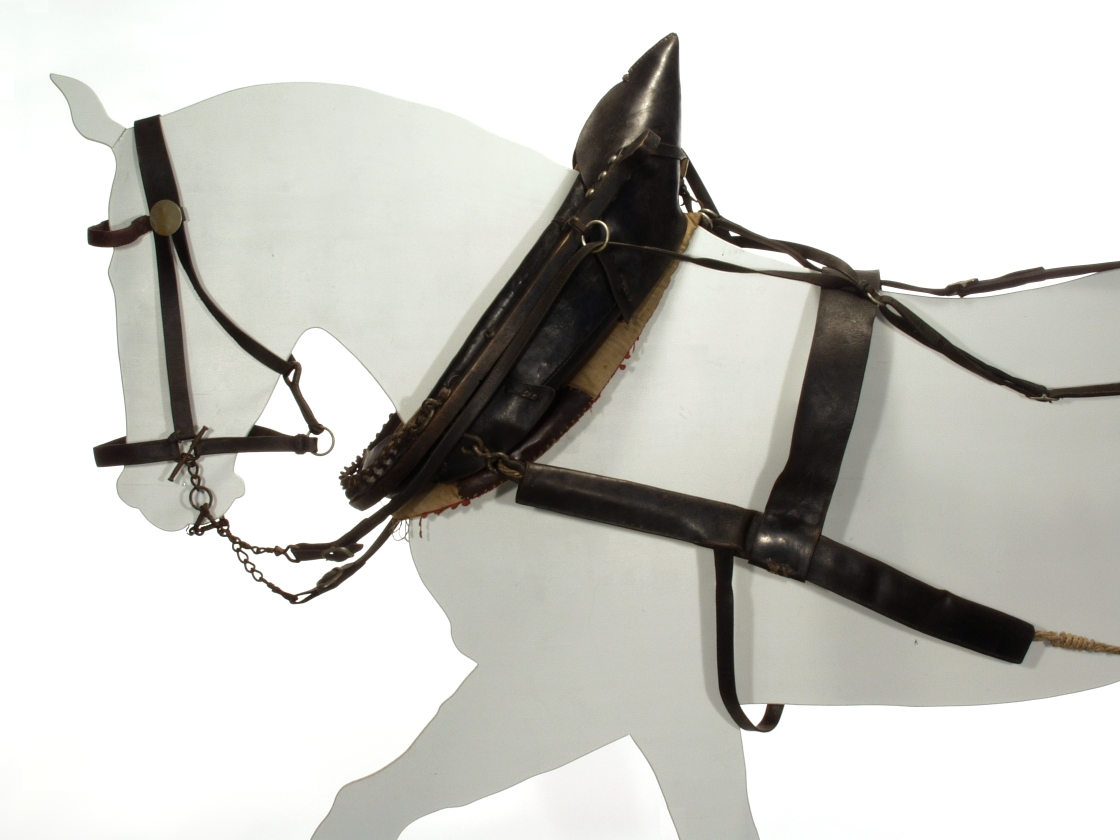
Koń w chomącie

Uprząż chomątowa – rodzaj uprzęży, ma wiele elementów takich samych co szorowa, różni się tym, że zamiast napierśnika dopięte ma chomąto. Chomąto nie ma możliwości regulacji i dlatego musi być indywidualnie dobierane do kształtów i gabarytów każdego konia. Chomąto przylega wokół szyi konia i opiera się na jego karku i łopatkach. Dobrze dopasowane nie ogranicza ruchów i dzięki temu optymalnemu położeniu umożliwia koniowi ciągnięcie dużych ciężarów. Chomąto wynaleźli Chińczycy. Pierwsza wzmianka pochodzi z III w.n.e. W Europie pojawiło się około 1000 r. n.e. W wielu krajach wykształciły się różne typy chomąta w zależności od szczególnych potrzeb i bogactwa folkloru regionalnego.

## Rodzaje uprzęży chomątowych
- Angielska – bardzo eleganckie wyjazdowe, do lekkich zaprzęgów lub robocze z rożkami. Zbudowane jest z grubej sztywnej kiszki skórzanej wypchanej skręconą słomą. Na kiszkę nałożone są żelazne lub mosiężne kleszczyny spięte klamrą u dołu i u góry paskiem. Chomąto wyjazdowe nie wymaga używania podkładu, natomiast w roboczym używa się podkładu niepełnego. Dodatkowym elementem jest szprung – pasek stabilizujący chomąto, od dołu przypięty do podbrzusza. Do chomąta wyjazdowego bywa używany czek (ang. checkerein) nazywany też fasulcem. Czek to dwa paski dopięte do kiełzna po obu stronach głowy konia, podtrzymywane przez pierścienie na dodatkowym pasku wpiętym w pasek potyliczny ogłowia, dalej idące ponad chomątem i zamocowane na haku siodełka nagrzbietnika. Jest dodatkowym, dowolnym elementem. Czek zapobiega opuszczaniu głowy w dół. Wysokie ustawienie szyi konia powoduje, że jest on zawsze gotowy aby szybko reagować na wskazówki powożącego, co w miejskim zgiełku i w ciasnych uliczkach ułatwia wszelkie manewry zaprzęgu. Ponadto wysokie uniesienie szyi powstrzymuje konia przed zagalopowaniem, dlatego jest on też częścią uprzęży używanej w wyścigach kłusaków. Utrudnia on również schylanie się w poszukiwaniu trawy. Należy pamiętać jednak, że czek nie powinien być zapięty krótko ale z zapasem luzu. Nie można go zapinać na dłuższe przejażdżki ponieważ jeśli koń ma długo napięte mięśnie szyi, bez możliwości rozluźnienia przez opuszczenie szyi, będzie odczuwał dotkliwy ból.

- Krakowska – kleszczyny są drewniane a kiszka jest tylko podszyciem ze skóry. Rożki nad pierścieniami lejcowymi zapobiegają przerzuceniu lejca za kaptur ponieważ w uprzęży krakowskiej nagrzbietnik nie posiada pierścieni przytrzymujących lejce. Wymaga zakładania razem z podkładem, tu zwanym lisem. Cała uprząż krakowska jest często bogato zdobiona z dopiętymi czerwonymi tzw. chwastami
- Śląska – zbudowane jest podobnie do krakowskiego ale nie posiada rożków a górna część z kapturem jest wysoka i szpiczasta. Kleszczyny często gięte są z jednego kawałka drewna a kiszka na karku jest grubsza i wypchana.
- Podlaska – zwane tak w Polsce jest typowe również u wschodnich sąsiadów i całej Rusi. Drewniane kleszczyny związane są u dołu rzemieniem i ułożone na grubej kiszce, która obejmuje kark i boki pozostawiając okolice tchawicy wolne. Różni się zasadniczo tym, że nie przypina się do niego pasów pociągowych tylko rzemieniami przywiązuje do dyszli – hołobli z dugą (duhą). Sanie lub pojazd czterokołowy ciągnięte są za hołoble.
- Norweska – dosyć szczególne tradycyjne chomąto norweskie ma dosyć lekką konstrukcję. Drewniane kleszczyny spięte są u dołu i u góry w taki sposób, że całość nie jest sztywna czy jednolita. Nie stosuje się pod nie podkładu. Nie posiada pierścieni lejcowych, zaś pierścienie w nagrzbietniku są szczególne, gdyż pomiędzy nimi umocowany jest metalowy pałąk. Jest ono eleganckie i praktyczne, używane do pracy gospodarskiej jak i do eleganckiego powozu